# Honnikere, Mulbagal
Honnikere là một làng thuộc tehsil Mulbagal, huyện Kolar, bang Karnataka, Ấn Độ.